# Gypsonoma
Genre
Gypsonoma est un genre de lépidoptères de la famille des Tortricidae.

## Liste d'espèces
Selon Catalogue of Life (5 janvier 2017) :
- Gypsonoma aceriana Duponchel, 1843
- Gypsonoma adjuncta Heinrich, 1924
- Gypsonoma aechnemorpha Diakonoff, 1982
- Gypsonoma amseli Razowski, 1971
- Gypsonoma anthracites Meyrick, 1912
- Gypsonoma attrita Falkovich, 1965
- Gypsonoma bifasciata Kuznetsov, 1966
- Gypsonoma contorta Kuznetsov, 1966
- Gypsonoma distincta Kuznetsov, 1971
- Gypsonoma ephoropa Meyrick, 1931
- Gypsonoma erubesca Kawabe, 1978
- Gypsonoma fasciolana Clemens, 1864
- Gypsonoma gymnesarium Rebel, 1934
- Gypsonoma haimbachiana Kearfott, 1907
- Gypsonoma hiranoi Kawabe, 1980
- Gypsonoma holocrypta Meyrick, 1931
- Gypsonoma infuscana Kuznetsov, 1988
- Gypsonoma leprarum Walsingham, 1907
- Gypsonoma lutescens Razowski, 1971
- Gypsonoma maritima Kuznetsov, 1970
- Gypsonoma mica Kuznetsov, 1966
- Gypsonoma minutana Hübner, 1797
- Gypsonoma monotonica Kuznetsov, 1991
- Gypsonoma mutabilana Kuznetsov, 1985
- Gypsonoma neglectana Duponchel, 1843
- Gypsonoma nitidulana (Lienig & Zeller, 1846)
- Gypsonoma obraztsovi Amsel, 1959
- Gypsonoma obscurifasciana Heinemann, 1854
- Gypsonoma ochrotona Razowski, 1963
- Gypsonoma oppressana Treitschke, 1835
- Gypsonoma parryana Curtis, 1835
- Gypsonoma penthetria Diakonoff, 1992
- Gypsonoma phaeocremna Meyrick, 1937
- Gypsonoma riparia Meyrick, 1933
- Gypsonoma rubescens Kuznetsov, 1971
- Gypsonoma salicolana Clemens, 1864
- Gypsonoma simulatana Staudinger, 1880
- Gypsonoma sociana Haworth, 1811
- Gypsonoma solidata Meyrick, 1912
- Gypsonoma substitutionis Heinrich, 1923
- Gypsonoma variegana Hübner, 1796